# Régiment mixte d'infanterie coloniale de l'Afrique-Occidentale française
Le régiment mixte d'infanterie coloniale de l'Afrique-Occidentale française (RMIC/AOF) est une unité des troupes coloniales françaises, stationnée dans la colonie du Sénégal. Elle est créée en 1903 sous le nom de bataillon d'infanterie coloniale de l'Afrique-Occidentale française. Devenu régiment en 1939, l'unité est réduite à un bataillon mixte en 1943.

## Création et différentes dénominations
- 1903 : formation du bataillon d'infanterie coloniale de l'Afrique-Occidentale française (BIC/AOF) à partir du 14e régiment d'infanterie coloniale
- 1939 : devient régiment mixte d'infanterie coloniale de l'Afrique-Occidentale française (RMIC/AOF)
- 1943 : devient dépôt de guerre no 6 du RMIC/AOF en juin puis bataillon autonome mixte d'infanterie coloniale en novembre
- 1946 : devient bataillon autonome du Sud-Sénégal
- 1947 : devient détachement motorisé autonome no 1

## Historique
Le bataillon d'infanterie coloniale de l'Afrique-Occidentale française est formé à Dakar le 19 septembre 1903 à partir du 14e régiment d'infanterie coloniale. Ce dernier avait été formé en 1899 sous le nom de 14e régiment d'infanterie de marine à partir du bataillon du Sénégal (formé en 1889) et de deux bataillons de marche d'infanterie de marine.
Dans l'entre-deux-guerres, le bataillon a deux compagnies et l'état-major à Thiès et une compagnie à Dakar,. À partir de 1932 le bataillon tout entier à est Thiès.
Le BIC/AOF devient RMIC/AOF le 1er avril 1939. Il compte trois bataillons, à Thiès et Kaolack.
En 1942, les éléments motorisés du régiment forment un groupement motorisé avec le 12e groupe autonome de chasseurs d'Afrique. Le 1er juin 1943, ce groupement motorisé de Thiès devient la base du régiment colonial de reconnaissance (RCR) de la nouvelle 2e (puis 10e) division d'infanterie coloniale. Le RMIC/AOF de Thiès est alors réduit à un détachement, le dépôt de guerre no 6 tandis que le RCR devient en 1944 le régiment colonial de chasseurs de chars (après avoir repris d'octobre 1943 à mars 1944 le nom de RMIC/AOF,).
Le 1er novembre 1943, le dépôt de guerre no 6 devient bataillon autonome mixte d'infanterie coloniale, puis bataillon autonome du Sud-Sénégal le 1er juillet 1946. Ce dernier donne finalement naissance le 1er janvier 1947 au détachement motorisé autonome no 1.

## Traditions

### Drapeau

Dessin du revers du drapeau du RMIC de l'AOF.

Le drapeau du régiment porte les inscriptions suivantes :
- Sénégal 1859-1861
- Soudan 1883
- Grande Guerre 1914-1918

### Insigne
Le vautour africain Necrosyrtes monachus symbolise l'implantation du régiment au Sénégal.